# Erodium mauritanicum
Erodium mauritanicum là một loài thực vật có hoa trong họ Mỏ hạc. Loài này được Coss. & Durieu mô tả khoa học đầu tiên năm 1855.